# Броссо
Броссо (итал. Brosso, пьем. Bròss) — коммуна в Италии, располагается в регионе Пьемонт, в провинции Турин.
Население составляет 475 человек (2008 г.), плотность населения составляет 43 чел./км². Занимает площадь 11 км². Почтовый индекс — 10080. Телефонный код — 0125.
Покровителем коммуны почитается Архангел Михаил, празднование 26 сентября.

## Демография
Динамика населения:

## Администрация коммуны
- Официальный сайт: https://web.archive.org/web/20060526052610/http://www.comune.brosso.to.it/default.cfm